# Comuna Țehanivka, Ocna
Țehanivka (în ucraineană Цеханівка) este o comună în raionul Ocna Roșie, regiunea Odesa, Ucraina, formată din satele Horeacivka, Omeleanivka, Stefanovca și Țehanivka (reședința).

## Demografie
Componența lingvistică a comunei Țehanivka
     Ucraineană (82,46%)
     Română (12,77%)
     Rusă (4,42%)
     Alte limbi (0,12%)
Conform recensământului din 2001, majoritatea populației comunei Țehanivka era vorbitoare de ucraineană (82,46%), existând în minoritate și vorbitori de română (12,77%) și rusă (4,42%).